# ورزشگاه آوانهارد (پریپیات)
ورزشگاه آوانهارد (به لاتین: Avanhard Stadium) یک ورزشگاه در اوکراین است که در پریپیات واقع شده‌است.